# Adam Landy
Adam Landy ps. Karol, Henryk, Niedzielski, Adam Witkowski (ur. 9 lipca 1891 w Warszawie, zm. 21 sierpnia 1937 w Moskwie) – polski nauczyciel, działacz związkowy socjalistyczny i komunistyczny.

## Życiorys
Syn Władysława i Anny z Muszkatów. Od 1909 członek PPS Lewicy. Przez pewien czas w sekcji PPS-Lewicy w Brukseli. 
Wraz z Edwardem Lipińskim, Leonem Purmanem i Adamem Łągwą, lider zbliżonego do PPS-Lewicy Związku Młodzieży Socjalistycznej (powstałego po rozłamie w Związku Młodzieży Postępowej).
W 1914 pod pseudonimem „Niedzielski” żołnierz „Oddziału Lotnego Wojsk Polskich”. Od 1915 członek Polskiej Partii Socjalistycznej. Od września 1916 do 1917 członek Centralnego Komitetu Robotniczego PPS. Wraz z Tomaszem Arciszewskim inicjator powołania Komisji Centralnej Związków Zawodowych w Królestwie Polskim w 1916 r. We wrześniu 1918 na XIV Zjeździe PPS wraz z Zygmuntem Zarembą i Tadeuszem Żarskim zwolennik linii rewolucyjnej. Jednak jako przedstawiciel radykałów nie uzyskał wymaganej liczby głosów do CKR. W 1918 „okręgowiec” w okręgu PPS w Lublinie. Więziony przez Niemców w twierdzy w Modlinie. Członek Centralnego Wydziału Pogotowia Bojowego PPS. 
W listopadzie 1918 pełnił funkcję przewodniczącego Tymczasowego Komitetu Wykonawczego Rady Delegatów Robotniczych w Lublinie. Organizował wsparcie Milicji Ludowej dla Tymczasowego Rządu Republiki Polskiej w Lublinie. Po powrocie do Warszawy organizator ruchu związkowego, organizator szkoleń dla kandydatów na posłów PPS w wyborach do Sejmu Ustawodawczego w styczniu 1919 r. Od stycznia 1919 członek prezydium Komitetu Wykonawczego Warszawskiej Rady Delegatów Robotniczych, której przewodniczył Rajmund Jaworowski.
Obok Tadeusza Żarskiego i Jana Kwapińskiego oraz Zofii Maciejowskiej-Żarskiej jeden z głównych liderów lewicowej opozycji w PPS, wskazującej rolę Rad Delegatów Robotniczych jako równoległego ośrodka władzy dla parlamentu i ich zadań w rewolucji socjalnej. Wsparcie komunistów w organizowaniu strajku przez Rady Delegatów w marcu 1919 spowodowało wraz z Żarskim, Kwapińskim i Maciejowską, jego zawieszenie w prawach członka PPS. XV (zjednoczeniowy) Zjazd PPS uchylił decyzję CKR.
Od 1919 członek Wydziału Wykonawczego Komisji Centralnej Związków Zawodowych. Jeden z organizatorów poparcia strajku robotników rolnych, wspieranego przez KCZZ wbrew stanowisku PPS, w październiku 1919, przejściowo aresztowany z tego powodu.
Po decyzji PPS o rozbiciu Rad Delegatów i utworzeniu odrębnych Rad o charakterze niepodległościowym, opuścił w lipcu 1919 PPS. Od lipca 1919  do sierpnia 1920 jeden z głównych organizatorów grupy PPS-Opozycja. Od 1921 członek Komunistycznej Partii Robotniczej Polski. Członek Centralnego Wydziału Zawodowego KPRP w okresie 1921 - 1922.
Kilkukrotnie sądzony przez polskie sądy. Od 1927 przedstawiciel KPP w Kominternie w Moskwie. Członek WKP(b). Pracownik i działacz komunistycznej międzynarodówki związkowej Profintern, w 1929 był członkiem Centralnej Rady Profinternu.
W okresie „wielkiej czystki” 19 stycznia 1937 aresztowany przez NKWD. 21 sierpnia 1937 skazany przez Kolegium Wojskowe Sądu Najwyższego ZSRR na śmierć pod zarzutem zdrady ojczyzny i udziału w kontrrewolucyjnej organizacji terrorystycznej, rozstrzelany tego samego dnia. Ciało skremowano w krematorium na Cmentarzu Dońskim, prochy pochowano anonimowo.
Zrehabilitowany 17 marca 1956 postanowieniem Kolegium Wojskowego SN ZSRR.
Jego żoną była Zofia Landy, aresztowana przez NKWD 2 marca 1937, skazana i stracona 2 września 1937.